# Gerra sophocles
Gerra sophocles là một loài bướm đêm trong họ Noctuidae.